# Західна печера (Башкортостан)
Західна печера (рос. Западная, Вага) — печера в Башкортостані, Росія. Печера вертикального типу простягання. Загальна протяжність — 41 м. Глибина печери становить 33 м. Категорія складності проходження ходів печери — 1. Печера відноситься до Зилімо-Аскинського підрайону Зилімо-Інзерського району Південної області Західноуральської спелеологічної провінції.